# ارنست یاکوب کریستوفل
ارنست یاکوب کریستوفل (به آلمانی: Ernst Jakob Christoffel) (زاده ۴ سپتامبر ۱۸۷۶ در شهر ریدت - درگذشته ۲۳ آوریل ۱۹۵۵ در شهر اصفهان) کشیش پروتستان اهل آلمان بود.
کریستوفل بنیان‌گذار سازمان بشارت آیین مسیح در شرق (Christlichen Mission im Orient) و برای مدت طولانی رئیس این بنیاد بود. پس از مرگ وی این بنیاد بنام سازمان بشارت نابینایان کریستوفل (Christoffel-Blindenmission) تغییر نام یافت.

## زندگی‌نامه
کریستوفل در ۴ سپتامبر ۱۸۷۶ در شهر ریدت در منطقه نیدرراین (جایی که اکنون بنام مونشن‌گلادباخ شناخته می‌شود) در کشور آلمانبدنیا آمد. الهیات را در مدرسه کشیش‌های بازل (Predigerschule Basel) به پایان رساند و سپس به عنوان میسیونر مسیحی به خاورمیانه رفت.
در سال ۱۹۰۸ کریستوفل به همراه خواهرش هدویگه (Hedwige) در شهر سیواس در شمال شرقی کشور ترکیه مدیریت دو یتیم‌خانه را تحت عنوان کمیته امداد سوئیس برای ارمنستان به عهده گرفته و بمدت سه سال نیز برای کمک و اسکان قربانیان نسل‌کشی ارمنی‌ها (۱۸۹۴–۱۸۹۶) در این شهر فعالیت نمود.

یاکوب کریستوفل وضعیت نابینایان خاورمیانه را چنین تشریح می‌کند: 
وضعیت مذهبی و اخلاقی و امکانات برای نابینایان وحشتناک است. گدایی درصد بسیار بالایی دارد و دختران و زنان نابینا معمولاً به تن‌فروشی روی می‌آورند.
به این ترتیب بود که یاکوب کریستوفل و خواهرش تصمیم گرفتند که خدمات خود را در آینده در اختیار این قشر جامعه قرار دهند که هیچ کمکی نه از طرف مسیحیان و نه از مسلمانان به آن‌ها نمی‌شد.

## بنیادی برای معلولین
کریستوفل تلاش فراوانی کرد تا کمک مالی از یکی از ارگان‌های مذهبی اروپا بیابد اما تمام تلاشش بیهوده بود و هیچ بنیادی حاضر نبود کمک مالی به منطقه‌ای امپراتوری عثمانی بکند.
وی پس از ناامیدی از کمک مالی در اروپا به ترکیه بازگشت و در سال ۱۹۰۸ برای کمک به نابینایان و ناشنوایان و بیماران معلول، بنیادی را در شهر ملطیه ترکیه پایه‌گذاری کرد. ایجاد این بنیاد کمکی بود تا کریستوفل دوستانی را در آلمان، اتریش و سوئیس گرد هم آورد.
در ۳ ژوئیه ۱۹۱۴ از ملطیه به سوئیس بازگشت و به سرعت برای خدمت در نظام فراخوانده شد. پس از آن تلاش فراوانی کرد تا معافیت از خدمت و اجازه‌نامه بازگشت به ترکیه را دریافت کند و در نهایت در اوائل سال ۱۹۱۶ بود که توانست دوباره به ملطیه بازگردد.